# Jerry Springer
Gerald Norman "Jerry" Springer (Highgate, Londres, 13 de febrero de 1944-Chicago, 27 de abril de 2023)fue un presentador de televisión británico-estadounidense conocido por el programa The Jerry Springer Show desde 1991 hasta 2018. Participó también en otros programas como Bailando con las estrellas, o haciendo referencia al programa por el que se le conoce en series como Los Simpson, Sabrina, the Teenage Witch, WWE o en la película Austin Powers: The Spy Who Shagged Me. Son famosas también sus contribuciones como presentador de noticias y músico y fue también alcalde de Cincinnati con el partido Demócrata.

## Biografía
Nació en Highgate, Londres cuando fue refugio durante los bombardeos de la Segunda Guerra Mundial y creció en Chandos Road, East Finchley. Sus padres, Margot (nacida «Kallmann»; asistente bancaria de profesión) y Richard Springer (dueño de una zapatería) eran judíos refugiados huidos de Landsberg an der Warthe (hoy Gorzów Wielkopolski). Su abuela materna, Marie Kallmann, falleció en una cámara de gas de Chelmno, y la paterna, Selma Springer, en  Theresienstadt. En enero de 1949, Springer emigró con  su hermana Evelyn y sus padres a los Estados Unidos, donde vivieron en un apartamento de Kew Gardens, Queens. Se licenció en Derecho en la Universidad Tulane con un doctorado en la Universidad del Noroeste. 
Fue elegido como alcalde de Cincinnati en 1971, puesto al que renunció tras admitir haber estado con una prostituta. 
Su carrera periodística empezó siendo estudiante en la Universidad Tulane y más tarde fue contratado como comentarista de la filial de la NBC en Cincinnati. 
En 1973, Springer se casó con Micki Velton y tuvo una hija, Katie Springer (nacida en 1976), y se divorciaron en 1994.
El 27 de abril de 2023 falleció a consecuencia de cáncer de páncreas.